# Canthon chalcites
Canthon chalcites är en skalbaggsart som beskrevs av Samuel Stehman Haldeman 1843. Canthon chalcites ingår i släktet Canthon och familjen bladhorningar. Inga underarter finns listade.